# GoldRush

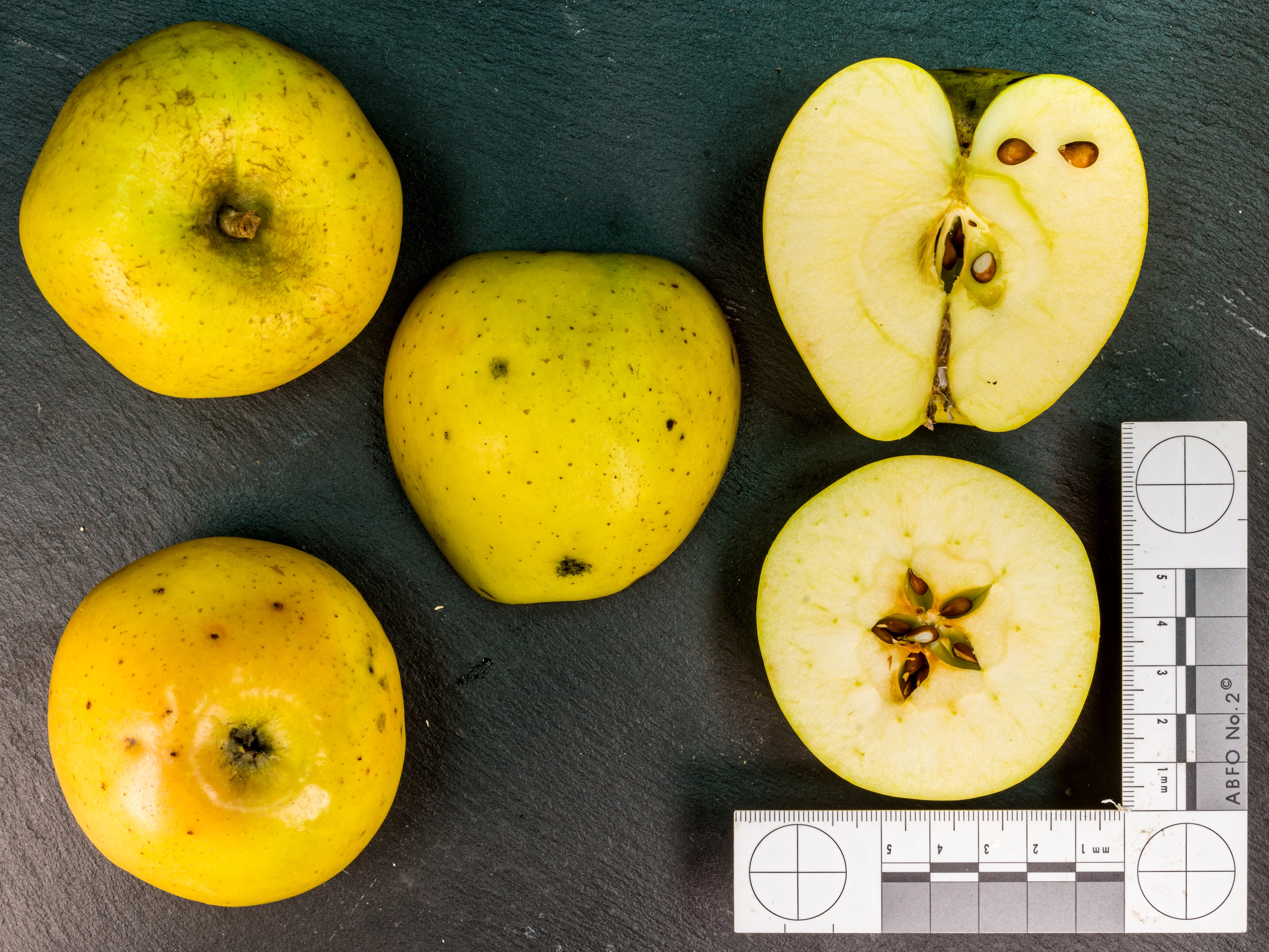
Fruchtansichten

GoldRush, auch Goldrush, Goldrausch oder Coop 38 ist eine Sorte des Kulturapfels (Malus domestica)
Die Äpfel des Goldrush sind grünlichgelb, mit bis zu 25 % bräunlich-roter Deckfarbe. Sie sind aromatisch. Der Geschmack ähnelt Golden Delicious, hat aber etwas mehr Säure. Der Baum selbst trägt reichlich, die Äpfel sind im Kühllager in Europa bis Mai, im CA-Lager bis zur nächsten Ernte haltbar.
Der Apfel wurde gezüchtet, um einen Apfel ähnlich dem Golden Delicious zu haben, der aber resistent gegen Apfelschorf ist.

## Beschreibung
Die Äpfel sind klein bis mittelgroß, und mittelbauchig. Die Schale ist leicht rau. Von der Stielgrube aus, geht leichte Berostung strahlenförmig aus. Das Fruchtfleisch ist hellgelb und sehr fest. Der Apfel hat ein ausgeglichenes Zucker-Säure-Verhältnis und schmeckt aromatisch.
Der Baum wächst schwach bis mittelstark und hat dünnes Fruchtholz.

## Anbau
Der Apfel benötigt eine lange Wachstumsperiode bei warmen Klima und ist in Deutschland nur im Weinbauklima anbaubar.
Goldrush blüht mittelspät und mittellang. Die Erntezeit liegt in Deutschland Mitte bis Ende Oktober, ab November hat der Apfel Genussreife. Ähnlich wie bei Golden Delicious ist der Ertrag reichlich. Wenn keine Fruchtausdünnung erfolgt, kommt es zu Alternanz und kleinen Früchten. Der Apfel ist resistent gegen Apfelschorf, mittelanfällig für Mehltau und wenig anfällig für Feuerbrand.
Der Baum ist diploid und selbststeril.

## Verwendung
Der Apfel kann als Tafelobst, für Saft, Cider, zum Kochen und Backen verwendet werden.